# ヘーゼルナッツ (リキュール)
ヘーゼルナッツ(Hazelnut)とは、フランスのバーディネー社によって発売されているヘーゼルナッツ・リキュールの銘柄。アルコール度数は22度。
ヘーゼルナッツを主な原料とし、ヘーゼルナッツの産地に位置するバーディネー社のスペイン工場で生産される。香料は使われていないにもかかわらず、ナッツのふくよかな香りが特徴である。